# Христианство в Мексике

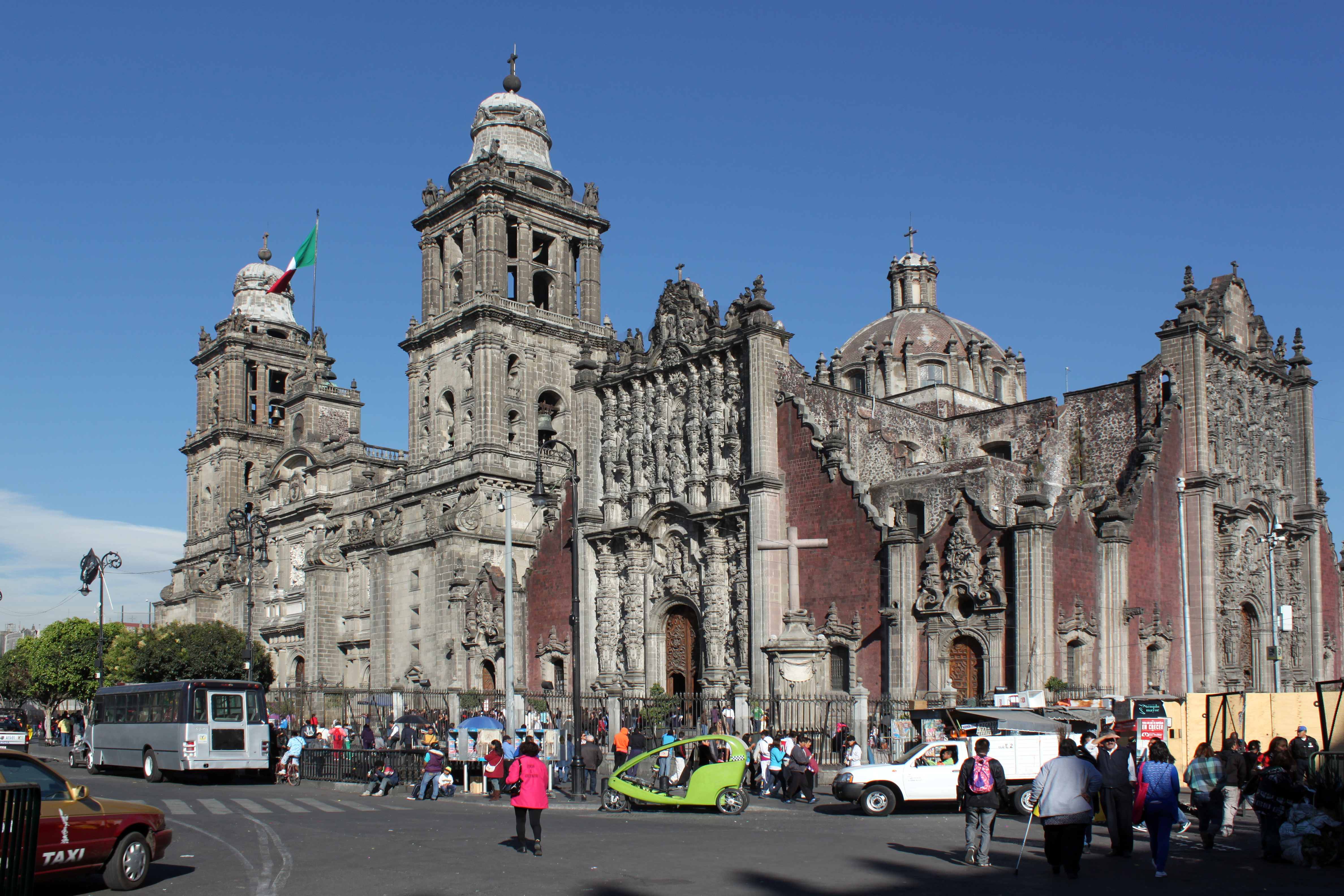
Кафедральный собор в Мехико, построенный в XVI веке

Христианство в Мексике — самая распространённая религия в стране.
По данным исследовательского центра Pew Research Center в 2010 году в Мексике проживало 107,78 млн христиан, которые составляли 95 % населения этой страны. Энциклопедия «Религии мира» Дж. Г. Мелтона оценивает долю христиан в 2010 году в 95,7 % (105,58 млн).
Крупнейшим направлением христианства в стране является католицизм. В 2000 году в Мексике действовало 68,6 тыс. христианских церквей и мест богослужения, принадлежащих 365 различным христианским деноминациям.
Помимо мексиканцев, христианство исповедуют живущие в стране американцы, испанцы, русские, румыны, итальянцы, баски, латиноамериканцы и др. В христианство полностью обращены мексиканские майя, цельтали, тотонаки, цоцили, майо, отоми, чоли, сапотеки, масатеки, масауа, миштеки, чонтали, чоли, тохолабали, тараумара, амусго, трики, чатины, соке, яки и многие другие народы. При этом, в Мексике есть народы, лишь частично перешедшие в христианство; более половины пурепеча, уичоли и тепехуа исповедуют местные традиционные верования.
По состоянию на 2015 год лишь одна мексиканская церковь (методистская) входит во Всемирный совет церквей. Консервативные евангельские христиане сотрудничают вместе в Евангельском братстве Мексики, связанном со Всемирным евангельским альянсом.